# Tsutomu Shimomura
Tsutomu Shimomura (jap. 下村 努 Shimomura Tsutomu) (ur. 23 października 1964 w Nagoi) – japoński fizyk i ekspert w dziedzinie zabezpieczeń komputerowych.
Razem z dziennikarzem Johnem Markoffem przyczynił się do wytropienia, a później aresztowania przez FBI amerykańskiego hakera Kevina Mitnicka.
Dawniej haker, obecnie światowej klasy ekspert bezpieczeństwa komputerowego w finansowanym przez rząd centrum komputerowym w San Diego oraz konsultant FBI i amerykańskich wojsk lotniczych. To on namierzył Kevina Mitnicka, który ukradł z komputera Shimomury setki plików i programów, m.in. takie, których używa się do łamania kodów bezpieczeństwa komputerów i telefonów komórkowych. Shimomura i Mitnick spotkali się po raz pierwszy na sali sądowej w Raleigh w Północnej Karolinie. Mitnick popatrzył na Shimomurę i powiedział: „Cześć Tsutomu, szanuję twoje umiejętności”, na co Shimomura symbolicznie skłonił głowę.
Tsutomu Shimomura, razem ze swoim przyjacielem Johnem Markoffem, napisał książkę o Kevinie Mitnicku. Książka ta, jak i film, stała się powodem wielu dyskusji. Obydwaj autorzy musieli wypłacić Kevinowi Mitnickowi odszkodowanie za zniesławienie go w mediach.
Tsutomu Shimomura jest synem Osamu Shimomury, laureata Nagrody Nobla w dziedzinie chemii w 2008 roku.